# Coperonus frigida
Coperonus frigida är en kräftdjursart som först beskrevs av Ernst Vanhöffen 1914.  Coperonus frigida ingår i släktet Coperonus och familjen Munnopsidae. Inga underarter finns listade i Catalogue of Life.